# Moritz August von Bethmann-Hollweg
Moritz August von Bethmann-Hollweg, född 8 april 1795 och död 14 juli 1877, var en tysk jurist och politiker, farfar till Theobald von Bethmann Hollweg.
Bethmann-Hollweg blev professor i Berlin 1820, i Bonn 1829, och adlades 1840. Han stod Savigny nära, och införde den historiska skolans kritiska metod vid utforskandet av de processrättsliga instituten och lade genom sitt huvudarbete, Der Civilprocess des gemeinen Rechts in geschichtlicher Entwicklung (6 band, 1864-74) grunden till nyare processrättsvetenskap.
Bethmann-Hollweg var 1849-52 medlem av den preussiska representationens första, 1852-55 av dess andra kammare och gjorde sig bemärkt som centralfiguren i en moderat-konservativ grupp. Han var 1858-62 undervisningsminister i den liberala ministären Schwerin-Auerswald.